# Patrimonio histórico y cultural de Sogamoso
Sogamoso, posee un rico patrimonio histórico y cultural, que apenas en recientes años viene siendo redescubierto.
El abandono o la desidia de sus gentes y gobernantes ha hecho que numerosas obras del patrimonio artístico, cultural e histórico del municipio de Sogamoso hayan desaparecido o estén a punto de desaparecer. Tal es el caso de la desaparición de joyas arquitectónicas y pinturas coloniales, como el Oratorio, el Molino de Monquirá, el Arco de Ombachita, el retrato de San Sebastián, a cuya admonición estaba la villa de Sogamoso y había sido regalado por el Emperador Carlos V... o el Rey Felipe II.

## Inventario histórico y cultural
Desde hace una década se viene haciendo un inventario según el Plan de Ordenamiento Territorial (Acuerdo 096 de 2000), que en el artículo 128 "señala las áreas de conservación y protección del patrimonio histórico cultural y arquitectónico las áreas e inmuebles susceptibles de manejo como inmuebles de conservación, protección y que constituyen en recurso turístico, estos inmuebles y áreas se encuentran establecidas en el plano 46. En este momento se está realizando el inventario y valoración de los bienes inmuebles patrimoniales que señala el POT por parte de la Oficina Asesora de Planeación".

### La Pilita de la Unión
Ubicación: 5.711466° -72.926833°
Esta fuente de piedra se levantó para celebrar la paz entre los colombianos a fines del siglo XIX. Originalmente monolítica, por desgracia el bloque original resultó partido en dos. Como en el caso de la fuente de Conchucua, el imaginario popular le dio su origen en alguna secreta e inextinguible mana de los cerros. Desde su erección ha sufrido numerosas remodelaciones: a mediados del siglo XX fue "enaltecida" con una semiesfera de cemento de color rojo, a finales del siglo XX se le añadió un abrevadero de piedra para los burros que bajan de la vereda de Morcá y en varias navidades ha sido ornada con "chorros luminosos" de discutible gusto. En la fuente aún se puede leer esta inscripción: «Se colocó el agua el 16 de febrero de 1888 siendo prefecto José M. Castillo P. alcalde Esteban Pinzón».
esta es una de las más bellas del departamento

### La Casona de Pie de Cuesta
Ubicación: 5.683990° -72.909804°
Así la describe la Oficina Asesora de Planeación: "La casona de pie de cuesta" localizada sobre un camino que data de la época precolombina y que conducía a los páramos de la región, la casa se organiza en torno a un patio central característico de la arquitectura colonial, su distribución espacial es típica de una vivienda unifamiliar; su mayor valor está representado en estado de conservación donde es posible observar los materiales y la técnica constructiva de esa arquitectura rural que se concebía a partir de los elementos que se encontraban en el entorno natural, además encontramos el mobiliario de las cocinas de la época tal como era originalmente lo que hace de la casa una viva representación de los modos de vida de nuestros antepasados. La casa presenta un buen estado de conservación donde aún se encuentra gran parte de elementos originales de la época de su construcción".

### Museo Arqueológico de Sogamoso
Ubicación: 5.709914° -72.923924°

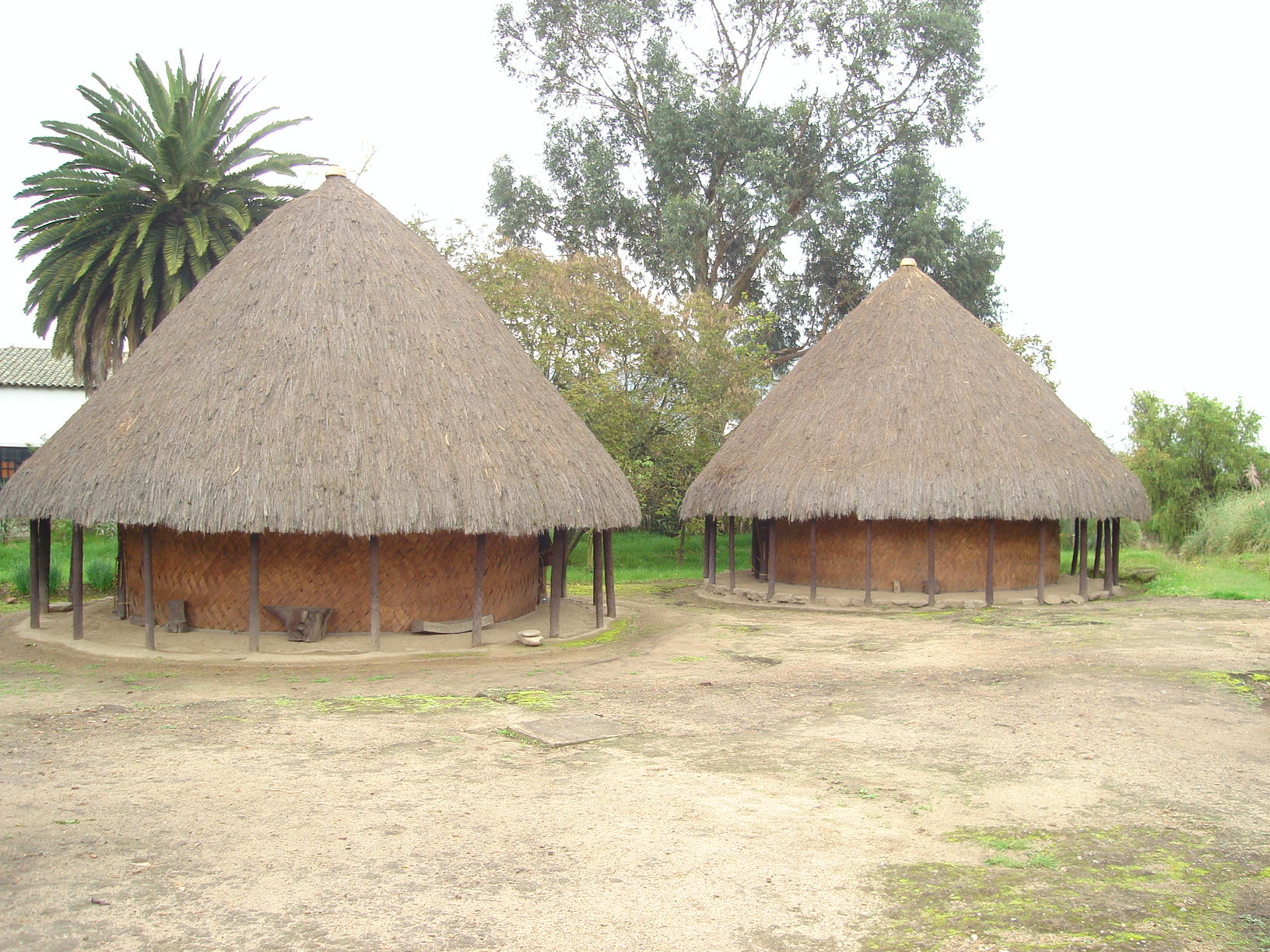
Sección del Parque Arqueológico.

Creado por el arqueólogo Eliécer Silva Célis, sobre los restos de un cementerio muisca; además de las reliquias arqueológicas de la comunidad chibcha, posee valiosas obras pictóricas de Eginhar Menghius, David Parra Carranza, Manuel León y del escultor Hugo Martínez González.

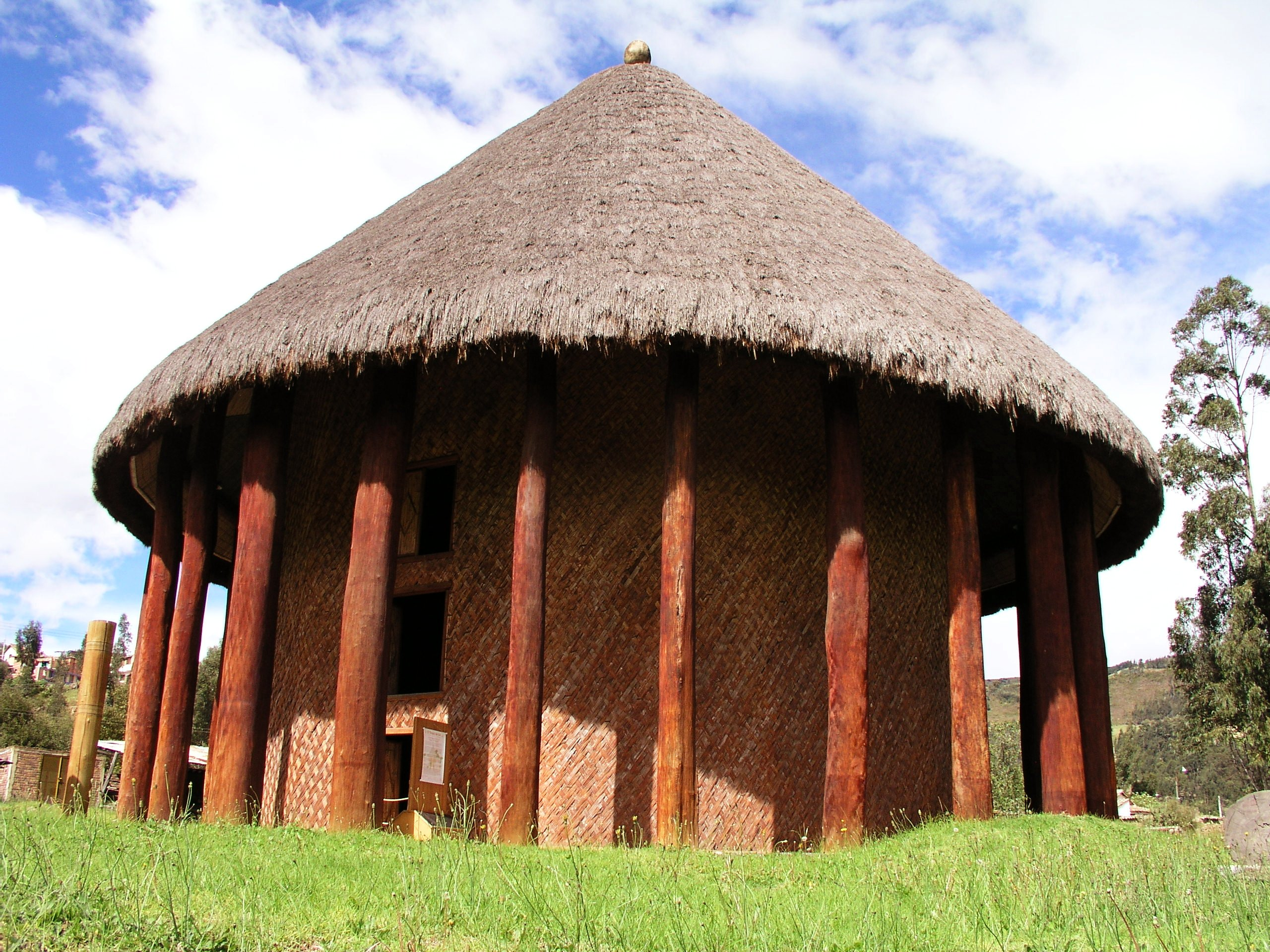
Reconstrucción del Templo del Sol en el Museo Arqueológico.

### El Templo del Sol
Ubicación: 5.709161° -72.923748°
En el Museo y Parque Arqueológico de maoco se levantan varios bohíos cuyas plantas corresponden a los rastros descubiertos por el Doctor Silva Célis a lo largo de medio siglo de investigaciones in situ. Son construcciones de planta circular, con columnas y vigas de madera, paredes de caña entretejida, en algunos casos recubiertas con barro o bahareque y techo cupuliforme de paja.
Durante algún tiempo se creyó que el Templo del Sol hubiera tenido tres plantas, error engendrado por los círculos concéntricos dejados por los horcones o columnas. Sin embargo, esta idea fue descartada en razón de que ninguno de los cronistas menciona tales particularidades, además porque el desarrollo tecnológico de los indígenas de esa época no permitía el soporte de varios pisos amarrando los maderos con bejucos o las cuerdas de fique, llamadas guasca en lengua chibcha.

### Fuente sagrada de ConchucuaoConchupcua.
Ubicación: 5.709063° -72.922834°
Sitio de culto solar, donde el cacique y Sumo sacerdote de Suamox realizaba sus abluciones y ceremonias rituales.

### El Oratorio del Carmen
Joya arquitectónica, de estilo caprichoso, data de finales de la colonia, refugio de frailes y encomenderos, prácticamente desaparecido por la inercia y el desconocimiento de las autoridades locales, fue centro de catequesis y recogimiento de varias órdenes religiosas. La espadaña y la torre de mampostería debieron ser construidas a finales del siglo XVI fueron de las más representativas obras de la arquitectura colonial en el Nuevo Reino de Granada. El diario El Tiempo señalaba en 1997 que "se está derrumbando poco a poco ante la mirada indiferente de las autoridades sogamoseñas, cuya única acción visible ha sido la de escribir propaganda política en sus paredes en época de elecciones, como así se aprecia en su fachada".
En el siglo XIX fue monasterio de los sacerdotes jesuitas. 
Su estilo caprichosono permite ser clasificado dentro de un orden de arquitectura determinado. "La parte destinada a vivienda se compone de varias piezas, que tienen acceso a un patio cuyo piso está cubierto de baldosas de piedra; amplios corredores establecen la comunicación entre los diferentes cuartos, a los cuales dan luz estrechas ventanas; las puertas son de tosca estructura, sin barniz alguno; las paredes están cubiertas con una gruesa capa de arcilla blanqueada con cal, que es la pintura comúnmente usada en las casas de campo...La edificación está compuesta, además, por una capilla, de la cual solo quedan la paredes y la fachada de su entrada y de lo que fue un campanario, y un cementerio, cubierto de pasto, con una solitaria piedra labrada en la cual se observa el nombre de uno de los muertos que allí fueron sepultados."

### El Molino Sugamuxi
A la llegada de los españoles al territorio sogamoseño, los principales cultivos que hallaron fueron de maíz. Pero muy pronto fueron reemplazados por trigo y cebada. Entre las primeras construcciones de mampostería que se hicieron en el valle de Iraca sobresalía el molino de Monquirá. Una casona de estilo español, con un molino de piedra movido con la fuerza del río. 
Este molino funcionó hasta mediados del siglo XX, cuando la fuerza eléctrica lo desplazó con la construcción del molino nuevo, el cual, por su ubicación cerca del hospital de San José, disminuyendo los costos y tiempos de transporte.

### El Arco de Monquirá
Ubicación: 5.708900° -72.921840°
En el barrio de "Los Solares". El primer acueducto que a través de canales de piedra llevó el agua de los cerros orientales de Sogamoso, atravesó el río Boyero mediante un puente de arco cuyas ruinas aún pueden verse. 
Reconstruido en los comienzos de la época republicana, durante muchos años fue un pintoresco lugar de esparcimiento, a donde se llegaba los domingos con los piquetes campestres para saborear las delicias del baño en el río.

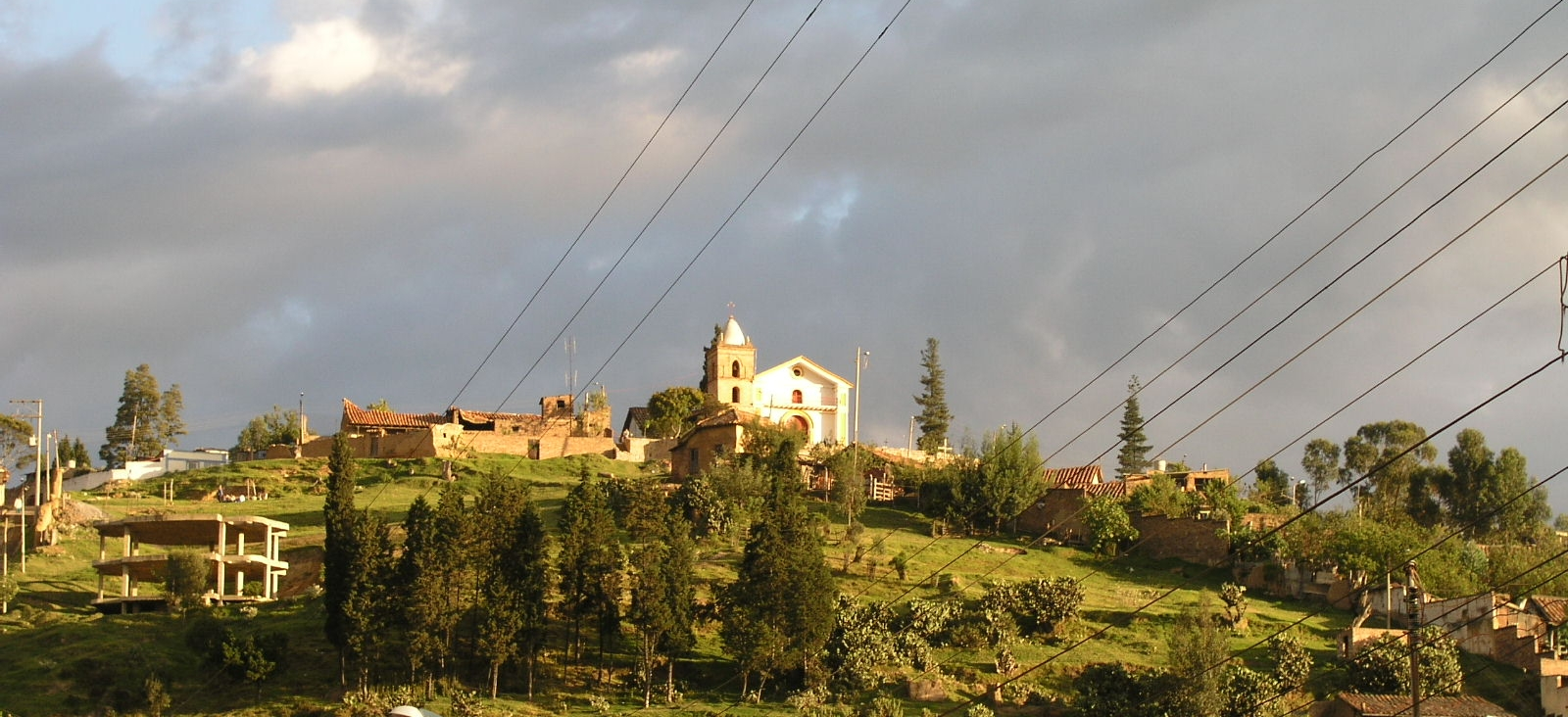
Cerro y Capilla de Santa Bárbara.

### Cerro y Capilla de Santa Bárbara
Ubicación: 5.713142° -72.923630°
La capilla colonial fue reconstruida en 1872 a expensas del sacerdote Francisco Lasprilla Salazar y luego con los aportes del hacendado Lorenzo Vácarez. 
En el cerro tutelar de la ciudad se aprecian la "Huella del Diablo", perforación que se atribuye a la pisada de Huitaca, un demonio chibcha, y la primera piedra para el monumento al gran orador sogamoseño Gustavo Jiménez Jiménez, "Mártir del Parlamento". Este monumento está en mora de ser construido para dar cumplimiento a una Ley Nacional aprobada a mediados del siglo XX.
Al oriente de la capilla se edificó el primer gran reservorio del acueducto municipal.

### Cerro de Chacón
Ubicación: 5.698610° -72.932750°
Destruido en gran parte para prodigar la arena con que se ha edificado la ciudad, este cerro se convirtió en eje de los misioneros que sobre él plantaron una inmensa cruz de madera. ¿Quién fue el Chacón que prestó su nombre a este accidente topográfico? Algunos afirman que fue un sacerdote español de la colonia, según otros fue un rico soldado de esa época. Falta quien rebusque entre los viejos archivos.

### La quebrada de Ombachita y el río Boyero
Las grandes civilizaciones de la antigüedad se alimentaron de las aguas de los grandes ríos. Así como el Hoanghe (o río Amarillo), es el padre de la civilización china, el Sena de la francesa, el Tíber dio sus aguas a los creadores del Imperio romano y el Támesis a la cultura inglesa, los modestos cauces de la quebrada de Ombachita en los predios de Monquirá y el río Boyero fecundaron el sagrado Valle de Iraca, Tierra del Sol, cuna de la religión muisca.

### Los Solares
Regado por la quebrada de Ombachita y el río Boyero, estos extensos terrenos constituyeron los principales cultivos de maíz, habas y fríjoles hasta finales del siglo XX.
Las antiguas tapias o muros de barro y adobe que conformaban los linderos de las seculares propiedades fueron demolidas por orden de la alcaldesa Margarita Quijano Rico, no solo en prevención de accidentes, sino para hacer amplias calles con miras al futuro.

### Capilla del Cristo
Ubicación: 5.713162° -72.927946°
Antiguo humilladero. Esta capilla de origen colonial fue reconstruida en 1872. Guardaba en su sacristía varias joyas de la pintura colonial y retratos al óleo de personalidades como Don Juan Nepomuceno Niño.

### Catedral de San Martín
De estilo romanesco moderno terminada en 1917 sobre los cimientos de una vieja iglesia de 1584. En su construcción se destacaron el arquitecto E. Price, el ingeniero Emilio Gauguin, hijo del pintor francés Paul Gauguin y el ebanista Luis Barrera Bernal. Dedicada a San Martín de Tours, patrono de la ciudad, la fachada está coronada con su estatua y la de San Jorge de Inglaterra flanqueando a la Virgen del Carmen.
Originalmente, las torres estuvieron coronadas por sendas agujas góticas de mampostería, que fueron eliminadas para no dañar la unidad estética de la catedral.

### Calle deMochacá
Ubicación: 5.711852° -72.927338°
Esta vía se construyó sobre el mismo camino indígena que hollara la soldadesca española de Gonzalo Jiménez de Quesada antes de incendiar el Templo del Sol. También dio paso a los ejércitos realistas del Coronel José María Barreiro y, en dos ocasiones al Libertador Simón Bolívar. 
Célebre por sus "chicherías", la producción del fermentado licor nacional estuvo a punto de ser erradicada de allí con la venta masiva de cerveza.
Ya sellada la Independencia de la Nueva Granada, pasó por estos rumbos Bolívar mientras preparaba la campaña que culminaría en Carabobo. A finales de marzo de 1820 se encontró con el hecho horrendo, que le llenó de asombro, de que en menos de cuatro días habían fallecido 50 hombres de la División Valdez y más de un centenar debieron ser llevados al hospital, a causa de un envenenamiento con chicha. El suceso tenía todas las apariencias delictivas, pero se desconocieron los autores. Aunque es posible que hubiesen llevado a este lugar los soldados envenenados, tan pronto llegó El Libertador a la Villa del Sol, dictó un decreto mediante el cual “prohíbese desde hoy y para siempre" la fabricación y el expendio público de chicha en Sogamoso... Firmado en Sogamoso el 4 de abril de 1820. (Véase la obra del siquiatra sogamoseño Humberto Roselli "Historia de la Psiquiatría en Colombia". Editorial Panamericana. Primer tomo). 
En el siglo XX fue sede de innumerables restaurantes callejeros por lo cual se ´le dio el nombre de "Hotel Cuclillas".

### Teatro San Marcos
En la esquina sur occidental de Mochacá con la carrera novena se encuentra el espacio que ocupara uno de los más elegantes ejemplos de la arquitectura de mediados del siglo XX en Sogamoso.
Construido con el empeño del comerciante Marcos Barrera, el singular proyecto cultural quedó abandonado por dificultades económicas y burocráticas y fue destruido por decisión de algún burócrata, cuyo nombre parece haber pasado al olvido. 
Pensado para espectáculos de calidad, entre 1960 y 1970 se acondicionó para ofrecer combates de lucha libre gracias al interés de Luis Alejandro Castelblanco "PAIPILLA" , un abnegado deportista  y luchador más conocido como "El Diamante Negro".

### El Humilladero
Ubicación: 5.713162° -72.927946°
Fue una capilla en la que se colocaban en cámara ardiente los cadáveres a finales del siglo XIX. Allí posteriormente se construyó la Capilla del Cristo. Hubo otros sitios que sirvieron de humilladero pero no tuvieron ninguna trascendencia.

### El Cementerio Viejo
Ubicación: 5.723976° -72.923315°
Hoy convertido en el parque "El Laguito". Conserva la antigua fachada del cementerio. En 1970 se erigió aquí el Monumento a los Héroes, obra del escultor antioqueño Hugo Martínez. El escudo de Sogamoso fue elaborado por este artista en un gran relieve de cemento patinado en bronce antiguo, con tal verismo trajo la codicia de maleantes que queriendo robarse el preciado metal lo destruyeron.

### Teatro Sogamoso
Ubicación: 5.714388° -72.925870°
El 6 de junio de 1920 se inicia la construcción la idea es de los señores: General Víctor Ospina B, Marcos C. Quijano, Ramón F. Moreno, Carlos Julio Durán, Pablo Spolidore, Guillermo Díaz, Augusto Rosselli y Dr. Marco Antonio Quijano, José de Combariza y Rafael Rosselli, quienes formaron una compañía de accionistas, en 1920. Se firma la escritura de Sociedad Número 841 de fecha 3 de agosto de 1920. Se constituye una Compañía que giraría bajo la razón social de `Ospina, Quijano, Moreno y Compañía` y que tendría por domicilio a Sogamoso. La obra sería dirigida por el Ingeniero Daniel S. Hernández, quien levantó la elegante portada, de sólida construcción y los muros que rodean el edificio. La obra decaería en el estado anterior y es suspendida hasta 1929. Actualmente ha sido remodelado por el Municipio del cual es propietario.

## Mitos y leyendas
Los temas señalados en este apartado se encuentran desarrollados en el

### La piedra de la Paciencia
Una gigantesca dominaba la ciudad de Sogamoso, en un lugar del cual no hay rastros y nadie recuerda. 
El acaudalado señor X se dio a la tarea de levantar el velo de misterio que cubría la inmensa mole sobre la cual se leía esta frase, cortada en dos renglones:
Si me volvieras,
... vieras....

### La extraña historia de las imágenes trastocadas de Sogamoso y de Monguí
Cuenta la leyenda que el retrato de San Martín de Tours fue destinado al Convento de Monguí, en tanto que el óleo de la Virgen María sería entronizado en la iglesia de Sogamoso. Esta última “tan celebrada por sus prodigios”, al decir de Lucas Fernández de Piedrahíta, al parecer no estuvo de acuerdo con quedarse allí y de la noche a la mañana intercambió de aposento con el santo francés. Vanos fueron los esfuerzos de los feligreses al devolver las imágenes a sus lugares. A la mañana siguiente estas estaban bajo el techo de su predilección...  y ahí siguen.

### El fantasma
Durante buena parte del siglo diecinueve, el fantasma fue un personaje que amedrentó a la población, obligándola a recogerse al llegar la noche. Era una blanca figura, de pasos lentos, que solía recargarse en los aleros de las casas esquineras. La sombra que proyectaba a la luz de los faroles de aceite infundía el pánico hasta cuando, con la aparición de la luz eléctrica, se enredó con los cables y estuvo a punto de caer electrocutado... era un simple mortal sobre unos grandes zancos de madera y su tarea, servir de centinela a una banda de ladrones. 

### El tunjo seductor
El tunjo era un ser bajito, de piel quemada que en medio del arco iris dejaba ver su verdadero rostro de oro, macizo como todas las joyas de los indios que guardaba celosamente en el fondo de las manas y pantanos. "Cuando acaba la lluvia, decían las abuelas, es fácil descubrir el escondrijo del tunjo: está junto a un pantano, donde nace el arco iris". A ese lugar no se debían acercar los niños y mucho menos las mujeres bonitas... los primeros se ahogaban, las segundas resultaban embarazadas.

### El Ángel Custodio o el ánima del vallado
Ya se habían olvidado las andanzas del fantasma de los zancos, bien entrado el siglo XX, cuando un espectro amedrentaba a los viandantes con sus gemidos. Llegada la noche, solía apostarse en los recodos de los extramuros y su presencia obligaba a que los últimos viandantes tomaran por vías inhóspitas y descampadas, donde eran fácil presa de los ladrones. En cierta ocasión la oscuridad tomó en medio del camino a don Martín Barrera, un acorpado artesano que se dirigía a Río Chiquito con la bolsa llena para pagar los jornaleros de sus maizales. Al pasar frente al cementerio escuchó el jadeo del alma vagabunda que se acercaba entre la neblina y el crujido de los sauces, como obligándolo a entrar al camposanto.
El artesano sabía que nadie había resistido la presencia de esta ánima en pena y todo el mundo huía dejando sus haberes en manos de estas ánimas en pena; sin embargo, esperó hasta que la silueta se materializó frente a él y en un dos por tres le propinó una trompada, enviándola entre el vallado.
Tras el chapalazo, se escuchó el grito angustiado de un hombre envuelto en la sábana blanca: "¡Sálveme Don Martín! Soy yo, ¡Ángel Custodio!"
Los compinches del ánima adolorida tomaron las de Villadiego, dejándola envuelta con su blanca sábana, adornada con los sapos, ranas y sanguijuelas del pantano.

### Duendes y exorcismos
Por lo general, los duendes, llamados también animes, solían hacer apoderarse de casas enteras para destruirlas ante el asombro de los grandes y el regocijo de los chicos.
Nadie los pudo ver, pero lo cierto era que de la nada lanzaban piedras contra los vidrios, rompían vasos y botellas, arrastraban armarios y con su furia desvencijaban puertas, techos y ventanas.
Algunas veces se apoderaban de algún cristiano y lo convertían en súcubo y epiléptico para que hiciera los daños. En estos casos, si fallaban los exorcismos del párroco vecino, no había como unos cuantos baldados de agua fría.

### Mitos de la Laguna de Tota
En estos se encuentran varios mitos entre los cuales se encuentra el más conocido como " el monstruo de la laguna de tota" en el cual se dice que en el sigo XIX existió un monstruo; el cual era de inmensas magnitudes y que atemorizaba a los ciudadanos de la región; estos a su vez le avisaron a bachue y este tomo medidas drásticas para con el monstruo; llamando a zahorí una bailarina la cual atontaría al monstruo mientras ellos lo atacaban de esta forma hirieron gravemente al monstruo y este cayo formando un gran hueco en el cual se formó la laguna. Se dice que en el fondo de la laguna aun vive el monstruo.
Véase, Lilia Montaña de Silva Célis, "Mitos, leyendas, tradiciones y folclor del lago de Tota".

## Fiestas y celebraciones

### Fiesta deSan Isidro Labrador
"Algunas fiestas religiosas tienen relación con la búsqueda de la ayuda santa para el propiciamiento de las cosechas. Tales son los casos de la fiesta de San Isidro Labrador, patrono de los agricultores y que se celebra en la mayor parte de los pueblos boyacenses, y la fiesta de San Pascual Bailón en los pueblos cercanos a la Laguna de Tota."
Una de esas fiestas es la celebración de San Isidro Labrador, en septiembre u octubre de cada año, como las fiestas de la cosecha de los aborígenes, mientras que en España se realiza el 15 de mayo desde el siglo XI, y en especial después de su canonización en 1622, cuando "los labriegos pedían su intervención para el regadío de lluvias para los sembrados. Los campesinos españoles creen que San Isidro trae el agua para el refresco de las cosechas y ayuda a cuidar el ganado". Según la tradición, cuando San Isidro imploró a Dios que le concediera agua para una tierra árida brotó una fuente.
"En esta demostración de la riqueza de la región, en el "altar de San Isidro", se expone lo mejor de las cosechas. A veces se hace un altar en el centro de la plaza o en el atrio de la iglesia; otras veces dentro de la misma iglesia alrededor de la misma imagen de San Isidro y en la mayoría de las veces, en las esquinas de la plaza en donde cada vereda expone lo más representativo de las cosechas."

### Fiesta deSan Pascual Bailón
"Historias míticas diversas debieron vivirse en la región, al punto que algunas fiestas coloniales, como la relativa a San Pascual Bailón, patrocinada por los franciscanos, ha permitido detectar estructuras estéticas en la novena a este santo, realizada en las veredas y por los campesinos, pues usan flores y festones de colores, que al regarse en el piso, forman figuras, algunas muy análogas a aquellas que se encuentran pintadas en rojo  (figura del cáliz), llamada por los campesinos La custodia, temas estéticos contemporáneos que son bastante análogos a algunas pinturas que también se pueden observar en el mural de Pilar y Ceibita.
"Diversas ermitas a San Pascual Bailón se pueden ubicar en las veredas en los alrededores de la Laguna de Tota, zona que debió ser el eje cultural de esta región en los períodos precolombinos."
La investigadora sogamoseña Lilia Montaña de Silva Célis describe de manera detallada esta festividad en su obra "Mitos, leyendas, tradiciones y folclor del lago de Tota", de la cual el folclorólogo Javier Ocampo López transcribe algunos apartes.
"Otra de las fiestas propiciadoras de la cosecha en Boyacá es la de San Pascual Bailón, investigada por la folcloróloga Lilia Montaña de Silva Célis en los pueblos cercanos al lago de Tota: Sogamoso, Aquitania, Iza, Firavitoba, Tota, Monguí, Tópaga y otros pueblos boyacenses.
"Esta fiesta penetró en Boyacá en el siglo XVII con influencia de los franciscanos. Se trataba de venerar a un santo lego que había sido pastor español en los campos y se había distinguido por su amor a la Sagrada Eucaristía; era el santo fiestero del mundo cristiano, ejemplo para los campesinos. A San Pascual Bailón los campesinos piden la abundancia en las cosechas, imploran la venida de las lluvias, la recuperación de la salud de un pariente, el hallazgo de un animal u objeto perdido."
"El 16 y 17 de mayo se celebra esta fiesta campesina en Boyacá, la cual tiene una duración de varios días, de acuerdo con los preparativos en las comidas y bebidas."
"En una de las casas se arregla una sala que se destina al baile y en la cual se ubica el altar con el cuadro de San Pascual Bailón y en donde se coloca el pan de los ángeles; a su alrededor hay otros cuadros: la Virgen de Chiquinquirá, las almas del purgatorio, la muerte del justo y otros santos de la devoción de la casa; muchas flores blancas y en tonos rosa y amarillo claro; y a un lado la bandera de Colombia; en el marco de San Pascual se colocan muchas flores brillantes de papel dorado. Del techo cuelgan festones de colores vivos y variados. En el piso se coloca un candelabro rústico en donde van ordenando gruesos cirios y algunas veladoras que compran los oferentes de la fiesta y también los recién llegados o alféreces voluntarios."
"Es importante en la fiesta la llegada de los músicos y de los ANGELITOS que son un niño y una niña menores de 10 años, vestidos con sus mejores trajes y con coronas decoradas con papel dorado; llevan asimismo flores silvestres."
"Todos los vecinos entran a la sala siguiendo la pareja de angelitos y los anfitriones de la casa y llevando velas encendidas. El "ofrendero" recita las oraciones a San Pascual Bailón, el responsorio y la novena que se hace durante nueve días. Una de las oraciones, es la plegaría que viene desde la colonia, en la cual se pide la "paz y concordia entre los príncipes cristianos", asimismo "la gloria y el honor a nuestra España": "Mira benignamente por los intereses de esta monarquía, consiguiendo del Señor, para nuestros católicos monarcas y su real familia, salud y felicidad y acierto en su gobierno".
"Luego se rezan los gozos de dos en dos y en cada interludio se toca una pieza musical, en las cuales se considera que San Pascual Bailón viene a "abrir el baile". En mitad del círculo se ha colocado un pequeño cirio rodeado con pétalos; si la pequeña llama se mueve, impulsada por el viento, es señal segura que el santo ha recibido la ofrenda y agradecido viene a acompañar a todos sus devotos y a bailar en medio de ellos. Se recuerda al dios chibcha "Nencatecoa", quien según la costumbre acompañaba a los chibchas en sus bailes y era signo de que estaba presente cuando el viento soplaba las llamas."
"Después de los gozos, y cuando piensan los campesinos que ha bailado San Pascual, los músicos tocan cinco piezas para que bailen los "angelitos"; ellos empiezan arrojando flores al santo gritando "que viva la fe de San Pascual"; bailan hacia adelante y hacia atrás, pero nunca dando la espalda al santo."
"Cuando los angelitos terminan de bailar, viene el baile con el señor, la niña; y con la señora el angelito; y luego por parejas, los hijos, nietos, yernos, cuñados y amigos. Cuando una de las mujeres se quiere retirar hace una inclinación ante el altar y se aleja discretamente. Bailan en silencio y con los ojos fijados en el santo. Es una danza ritual en donde se honra al santo con el baile; los músicos tocan largamente e interpretan los torbellinos, guabinas, pasillos, bambucos, manta, la madrugada, etc., durante toda la noche. En el amanecer se repite la misma ceremonia del día anterior con los angelitos y el rezo de las oraciones, la novena y los gozos y sigue el baile. Cuando se quiere bailar común y corriente, se tapa el cuadro con en lienzo blanco; los bailes siguen todo el día de San Pascual, mezclados con juegos de sainetes de animales y las suculentas comidas preparadas para la fiesta; en algunos casos la fiesta se prolonga durante varios días, pero lo común es una noche y el día siguiente."